# Ренодеус
Жан де Рену́ (фр. Jean de Renou; старофр. Ioan Renodaeo; Ioannis de Renou), известный как Ренодеус (лат. Renodœus); род. 1568 в Кутансе, Нормандия; ум. ок. 1620 года) — французский доктор и фармацевт, королевский врач.
Обучался на врача в школах факультета медицины в Париже, получил шапочку доктора в 1598 году. Был доктором трёх Генрихов — королей Генриха II , III и IV.
Изданные сочинения:
- «Dispensatorium medicum, continens institutionum pharmaceuticarum : lib. V. De materia medica lib. III. Pharmacopeam itidem sive antidotarium varium & absolutissimum, vol. 5» (Париж, 1608; Франкфурт, 1609[6]; Франкфурт, 1615; Париж, apud Societatem Minimam, 1623; Ганновер, 1631; Женева, 1645; по-английски в 1657)